# Transatlantique (série télévisée)
Pour les articles homonymes, voir Transatlantique.
Transatlantique est une série télévisée allemande en 7 épisodes réalisée par Stéphanie Chuat, Véronique Reymond (épisodes 1 à 4) et Mia Maariel Meyer (de) (épisodes 5 à 7), avec un scénario d’Anna Winger et Daniel Hendler d'après le roman The Flight Portfolio de Julie Orringer (en). La série clôt l'édition 2023 du festival Séries Mania à Lille en mars 2023 et sort sur Netflix le 7 avril suivant.
Cory Michael Smith interprète le rôle du Juste parmi les nations américain Varian Fry, et Gillian Jacobs celui de Mary Jayne Gold. Le roman et la série s'inspirent de l’histoire de l'Emergency Rescue Committee pendant la Shoah.
Une grande partie de l'action se situe à Marseille.

## Thème
La série met en scène le Juste parmi les nations américain Varian Fry et son réseau de Résistants.
En 1940, à Marseille, pendant la Seconde Guerre mondiale, Mary Jayne Gold et Varian Fry, membres de l'Emergency Rescue Committee américain, s'efforcent d’aider les réfugiés à fuir l'Europe sous domination nazie vers les États-Unis, mais leurs tentatives sont entravées par le gouvernement de Vichy, incarné par l'intendant de police de Marseille, Maurice de Rodellec du Porzic.

## Distribution

### Personnages principaux
- Gillian Jacobs (VF : Émilie Rault) : Mary Jayne Gold
- Lucas Englander (en) (VF : Joachim Salinger) : Albert Hirschman
- Cory Michael Smith (VF : Sébastien Desjours) : Varian Fry
- Ralph Amoussou (VF : lui-même) : Paul Kandjo
- Deleila Piasko (de) (VF : Valérie Bescht) : Lisa Fittko
- Amit Rahav (VF : Gabriel Bismuth-Bienaimé) : Thomas Lovegrove
- Grégory Montel (VF : lui-même) : Philippe Frot
- Corey Stoll (VF : Sacha Petronijevic) : Graham Patterson

### Personnages secondaires
- Moritz Bleibtreu (VF : Frédéric Cerdal) : Walter Benjamin
- Alexander Fehling (VF : Loïc Guingand) : Max Ernst
- Louis-Do de Lencquesaing (VF : lui-même) : André Breton
- Hande Kodja (VF : elle-même) : Jacqueline Lamba
- Mila Rigaudon (VF : elle-même) : Aube Breton
- Jonas Nay (VF: Philipp Weissert): Walter Mehring
- Luke Thompson (VF : lui-même) : Hiram « Harry » Bingham
- Jodhi May (VF : Josy Bernard) : Peggy Guggenheim
- Rafaela Nicolay (VF : Esthèle Dumand) : Margaux
- Birane Ba (VF : lui-même) : Jacques « Petit » Kandjo
- Henriette Confurius : Lena Fischmann
- Lolita Chammah (VF : elle-même) : Lorène Letoret
- Yoli Fuller (VF : lui-même) : Souleymane Touré
- Nadiv Molcho (VF : Kévin Goffette) : Bill Freier
- Morgane Ferru (VF : Flora Brunier) : Ursula Hirschmann
- Alexa Karolinski (de) (VF : Caroline Pascal) : Hannah Arendt
- Hanno Koffler (VF : Xavier Couleau) : Hans Fittko

 Source et légende : version française (VF) sur RS Doublage

## Production et tournage
Transatlantique est le premier projet annoncé en septembre 2021 dans le cadre du partenariat entre Netflix et Studio Airlift, la société de production berlinoise d’Anna Winger. La série en sept parties est créée par Anna Winger et Daniel Hendler, et produite par Anna Winger et Camille McCurry. Stéphanie Chuat, Véronique Reymond et Mia Maariel Meyer dirigent la réalisation.
Le tournage principal a commencé à Marseille en février 2022.
Bien que le véritable hôtel Splendide de Marseille soit aujourd’hui reconverti en bureaux administratifs, les producteurs ont pu modifier l’environnement et filmer sur place, au n°31 du boulevard d'Athènes, dans le 1er arrondissement. Les scènes qui se déroulent à la villa Air-Bel ont été tournées au château Montvalon, à l’extérieur de la ville de Vitrolles.

## Critique
Les auteurs ont recherché des  rebondissements pour entretenir l'intérêt dans la série, ils se sont cependant livré à des modification de la personnalité des personnages très loin de la réalité et en inventant d'autres ce qui a fait polémique. 
Ainsi le personnage de Graham Patterson, le consul, qui est décrit comme collaborant avec la police vichyste et dénonçant les lieux où se cachent les fugitifs n'a pas existé. Le véritable consul Hugh Fullerton appliquait les directives de neutralité de son pays ce qui n'impliquait pas une collaboration active avec la police de Vichy. Rappelons que les États-Unis reconnaissaient le gouvernement de Vichy jusqu'au débarquement des forces armées des États-Unis en Afrique du Nord et que de 1941 à mai 1942, l'amiral William Leahy, ami très proche du président américain Franklin Delano Roosevelt est ambassadeur des États-Unis auprès du gouvernement de Vichy   
Varian Fry est décrit comme homosexuel alors qu'il n'y a aucun indice qu'il le fut ni même bisexuel De nombreux articles de journaux ont critiqué cette vision  à commencer par l'association Varian Fry

## Réception
Sur le site agrégateur de critiques Rotten Tomatoes, la série obtient un taux d’approbation de 92 %, fondé sur 13 critiques avec une note moyenne de 7,0/10. Metacritic, qui utilise une moyenne pondérée, lui attribue une note de 64 sur 100, fondée sur 9 critiques indiquant des « opinions généralement favorables ».